# Brisbane International 2018
Das Brisbane International 2018 war der Name eines Tennisturniers der WTA Tour 2018 für Damen sowie eines Tennisturniers der ATP World Tour 2018 für Herren, welche zeitgleich vom 31. Dezember 2017 bis 7. Januar 2018 in Brisbane stattfand.

## Herrenturnier
→ Qualifikation: Brisbane International 2018/Herren/Qualifikation

## Damenturnier
→ Qualifikation: Brisbane International 2018/Damen/Qualifikation